# White River (Yukon)
 For alternative betydninger, se White River. (Se også artikler, som begynder med White River)
White River (den Hvide Flod,  fransk: Rivière Blanche) (Hän: Tadzan ndek) er en 320 km omkring lang  biflod  til Yukon-floden i den amerikanske stat Alaska og det canadiske territorium Yukon. Alaska Highway krydser White River nær Beaver Creek.
White River kommer fra gletsjere og indeholder store mængde aflejret sediment. Den transporterer 19 millioner tons sediment om året i den øvre del af sit bassin. Dette ændrer dramatisk klarheden af Yukon-floden, som forbliver sedimentbelastet fra sammenløbet til dens udmunding.